# Lombfalva
Lombfalva románul: Limba, falu Romániában, Erdélyben, Fehér megyében.

## Fekvése
Gyulafehérvártól délkeletre fekvő település.

## Története
Lombfalva, Lomb nevét 1309-ben említette először oklevél Johannes de Lomb alakban.
1407-ben p. Lumbfalua néven említette egy oklevél egy valószínű idevaló: lombi nemessel kapcsolatban, aki 1309-ben Déván a vajda házában megjelent. 1407-ben Lombfalvát elhatárolták Váradjától (Gy 2: 172). 1408-ban v. Lumfalva  néven írták. 1454-ben
Lombfalwa birtokosa Komjátszegi István volt. 1522-ben Komjátszegi néhai László Lomfalwa-i részéhez Herepei Gergely tartott igényt.
A trianoni békeszerződés előtt Alsó-Fehér vármegye Alvinci járásához tartozott.
1910-ben 367 lakosából 5 német, 361 román volt. Ebből 9 görögkatolikus, 353 görögkeleti ortodox, 5 izraelita volt.

## Források

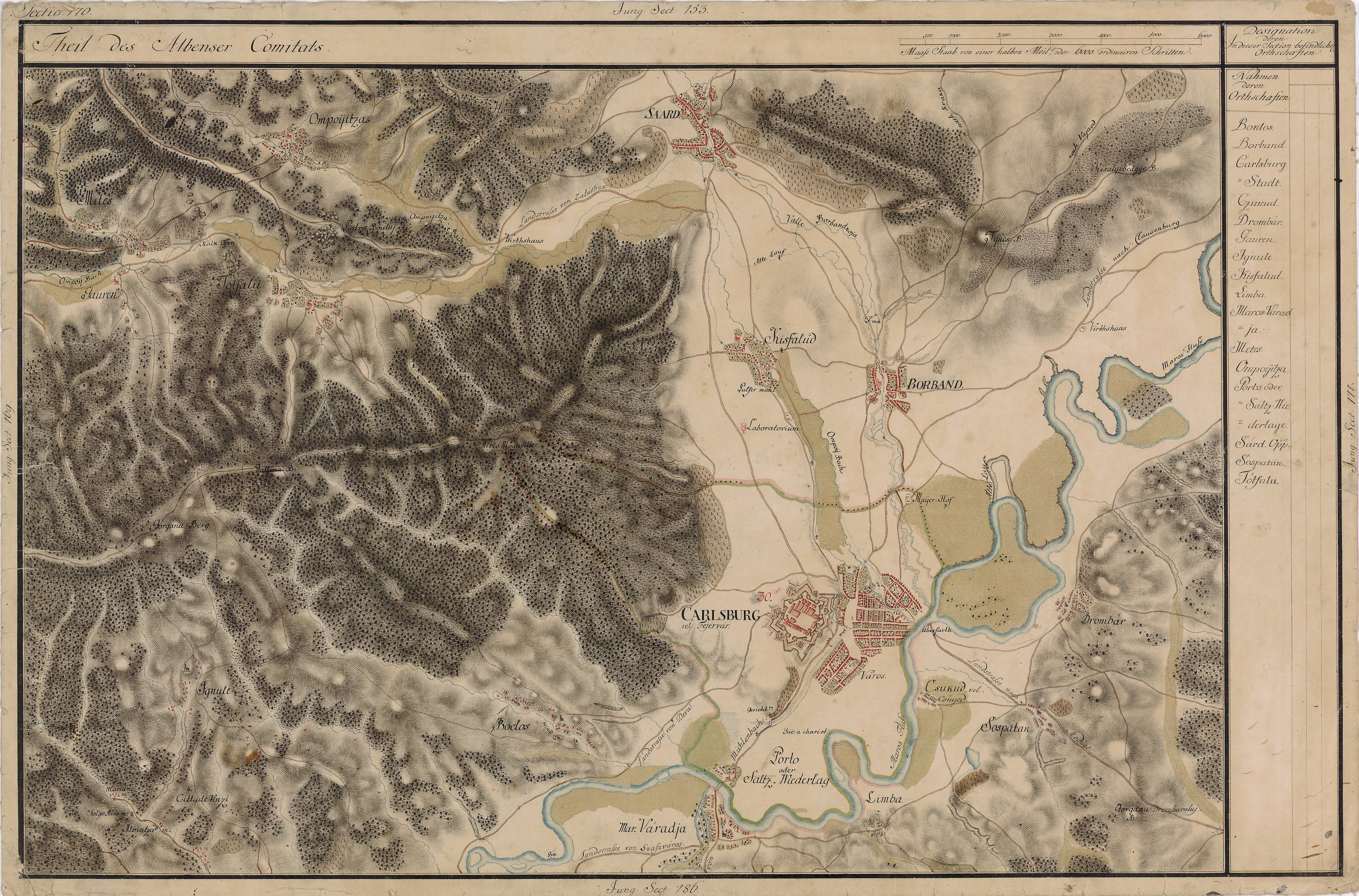
Lombfalva és környéke egy régi térképen